# Грановка (Гомельская область)
Гра́новка (бел. Гранаўка) — деревня в Борщевском сельсовете Речицкого района Гомельской области Белоруссии.
На юге и севере граничит с лесом.

## География

### Расположение
В 20 км на юго-восток от Речицы, 11 км от железнодорожной станции Якимовка (на линии Гомель — Калинковичи), 38 км от Гомеля.

### Гидрография
На западе пойма реки Днепр.

## Транспортная сеть
Транспортные связи по просёлочной, затем автомобильной дороге Калинковичи — Гомель. Планировка состоит из 2 параллельных между собой прямолинейных улиц (одна длинная, вторая короткая), близкой к меридиональной ориентации. Застройка двусторонняя, неплотная, деревянная, усадебного типа.

## История
По письменным источникам известна с XIX века как селение в Телешевской волости Гомельского уезда Могилёвской губернии. Согласно переписи 1897 года в Грановке (она же Боровая) действовали школа грамоты, ветряная мельница. В 1909 году 270 десятин земли. В 1926 году работали почтовый пункт, школа. С 8 декабря 1926 года до 30 декабря 1927 года центр Грановского сельсовета Дятловичского, с 4 августа 1927 года Речицкого районов Гомельского округа. В 1931 году организован колхоз. 46 жителей погибли на фронтах Великой Отечественной войны. Согласно переписи 1959 года в составе совхоза «Борщевка» (центр — деревня Борщевка).

## Население

### Численность
- 2004 год — 57 хозяйств, 131 житель.

### Динамика
- 1897 год — 47 дворов, 257 жителей (согласно переписи).
- 1909 год — 51 двор, 322 жителя.
- 1926 год — 82 двора, 397 жителей.
- 1959 год — 328 жителей (согласно переписи).
- 2004 год — 57 хозяйств, 131 житель.